# Eridolius funebris
Eridolius funebris là một loài tò vò trong họ Ichneumonidae.